# Hugh L. Aldis

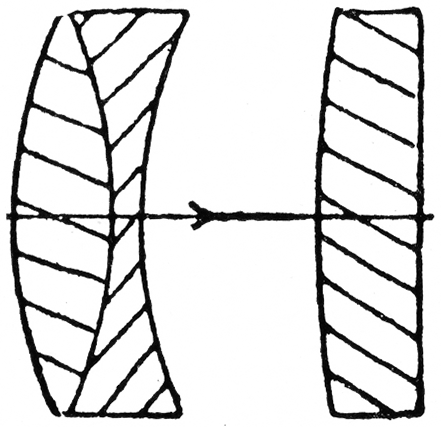
Aldis Stigmat de apertura f/6

Hugh Lancelot Aldis (Calcuta, 26 de agosto de 1870 - Lyme Regis, Dorset, 18 de julio de 1945), fue un diseñador óptico británico, inventor del tipo de objetivo acromático denominado "Stigmatic", en el que se utiliza un espacio de separación entre las lentes para corregir determinados efectos de aberración. Fundó con su hijo la firma de óptica "Aldis Brothers", donde produjo diversos objetivos con la marca Aldis.

## Semblanza
Aldis nació en Calcuta en 1870, cuando sus padres residían en la India, que por entonces formaba parte del Imperio Británico. Era el mayor de nueve hermanos. Cuando contaba con 5 años de edad, su familia volvió a Inglaterra, donde su padre fue nombrado director de la Queen's Mary School de Walsall, en la que se educó Aldis. Alumno dotado para las matemáticas, consiguió una beca para la City of London School, y más adelante ingresó en el Trinity College de Cambridge, en el que su padre y sus tíos habían conseguido brillantes calificaciones. Interesado por las clases de astronomía, con veinte años decidió construir su propio telescopio reflector, con el que fue capaz de observar con total claridad los anillos de Saturno y las lunas de Júpiter. Su pasión por la astronomía le alejó del objetivo de graduarse entre los diez primeros de su curso (lo que hubiera facilitado su futuro académico), aunque su excelente preparación en óptica matemática le permitió empezar a trabajar en la compañía de instrumentos ópticos J. H. Dallmeyer, en la que utilizando sus propios desarrollos matemáticos, comenzó a diseñar lentes fotográficas que pasarían a ser conocidas como "The Dallmeyer Stigmatic".
En 1901 dejó Dallmeyer para fundar con su hijo la compañía "Aldis Brothers" de Sparkhill en Birmingham, en la que estuvo trabajando hasta su jubilación en 1938. Esto le permitió cumplir una de sus grandes ambiciones, diseñar un objetivo anastigmático mediante la combinación de dos lentes cementadas y una tercera lente independiente, que bautizó con su nombre. Sin embargo, el diseño de estas lentes infringía la patente del objetivo Tessar de la casa Zeiss, pese a haberse desarrollado ambos sistemas de forma totalmente independiente, lo que obligó a Aldis a retirar algunos de sus modelos del mercado, hasta que pudo demostrarse legalmente la originalidad del diseño de sus objetivos del tipo S3. Estos problemas legales desaparecieron por completo tras la Primera Guerra Mundial.
Además de sus objetivos fotográficos, Aldis también diseñó miras telescópicas para fusiles militares, sistemas ópticos para los periscopios de los submarinos, lentes para cámaras de reconocimiento aéreo y lentes para el Observatorio de Física Solar. Falleció en 1945, a consecuencia de una repentina afección. Estaba casado desde 1900 con Violet Atkinson.

## Reconocimientos
- En 1896 fue elegido miembro de la Royal Astronomical Society.[1]

## Lentes Stigmatic
En los Zeiss Anastigmats, el componente frontal era un antiguo doblete acromático casi de potencia cero, con una interfaz dispersiva para corregir la aberración esférica, mientras que el componente posterior era un segundo doblete acromático que proporcionaba casi toda la potencia óptica del sistema. 
En cambio, en las lentes Stigmatic, Aldis reemplazó la interfaz dispersiva del elemento frontal por un estrecho espacio en forma de lentes positivas. Este espacio "de aire" tiene el mismo efecto sobre la aberración esférica que la superficie interna dispersiva, pero con mejor corrección zonal. Este diseño, sería usado posteriormente por Paul Rudolph, creador de las lentes Unar y Tessar.
Un componente positivo que proporcionaba la mayor parte de la potencia de aumento fue colocado a un lado del hueco, con un par de meniscos (uno positivo y otro negativo) bien separados en el otro lado. El espacio entre ellos, tenía la forma de una lente positiva. Aldis anotó que el sistema podía usarse por cualquier lado.
Aun así, en el diseño original de f/3.5, el componente frontal consistía en tres elementos cimentados, una interfaz cimentada usada para la corrección esférica y otra para corrección cromática. Los dos componentes posteriores eran un menisco positivo y un menisco negativo acromado.

### Serie I
En las primeras series del Stigmatic, la interfaz que corregía la aberración esférica fue trasladada de la parte frontal, a las lentes del medio. Además, la apertura se redujo a f/4. Todos los elementos negativos del sistema estaban hechos del mismo vidrio crown de bario. La curvatura de campo (Petzval) era de 0.03 en una distancia focal de 10. Estas lentes estuvieron a la venda durante 10 años por la empresa Dallmeyer.

### Serie II
En la serie II, las lentes tenían una apertura de f/6 con un ángulo de visión de aproximadamente 30°. Aldis empezó a darse cuenta de que no era necesario acromatizar los tres componentes por separado, por eso, reemplazó el doblete negativo por un único elemento negativo. El elemento del medio y el posterior eran nuevos dobletes acromáticos casi idénticos. El sistema era convertible de tal manera que una mitad se pudiera usar como una sola. Estas lentes estuvieron en el mercado hasta 1911.

### Serie III
En la serie III, las lentes tenían una apertura de f/7.5. El diseño ahora consistía en que cada uno de los componentes frontales habían pasado a ser un único elemento, negativo delante y positivo detrás, conectando con el espacio "de aire" positivo entre ellos. Este sistema no se podía separar. El año 1910, estas lentes se rediseñaron para hacer series de bajo coste, la serie IV.

### Serie IV
Estas lentes tenían una apertura de f/6.3 y también se denominaban Carfac. El precio era la mitad que el de las lentes de Serie II. Era un sistema convertible, teniendo el elemento frontal 3 veces la distancia focal del sistema combinado y el elemento posterior, 1.5. 

### Lentes Aldis
El año 1901, Hugh Lancelot Aldis dejó la empresa Dallmeyer y estableció su propia compañía. Simplificó las lentes todavía más, usando un doblete cimentado grueso de poca potencia delante y un elemento positivo biconvexo detrás. Se puede considerar un sistema de tres componentes, en el que los dos elementos frontales han sido engrosados y cimentados juntos. Estas lentes se vendieron en varias formas y con diferentes aperturas hasta 1920.